# Korståg

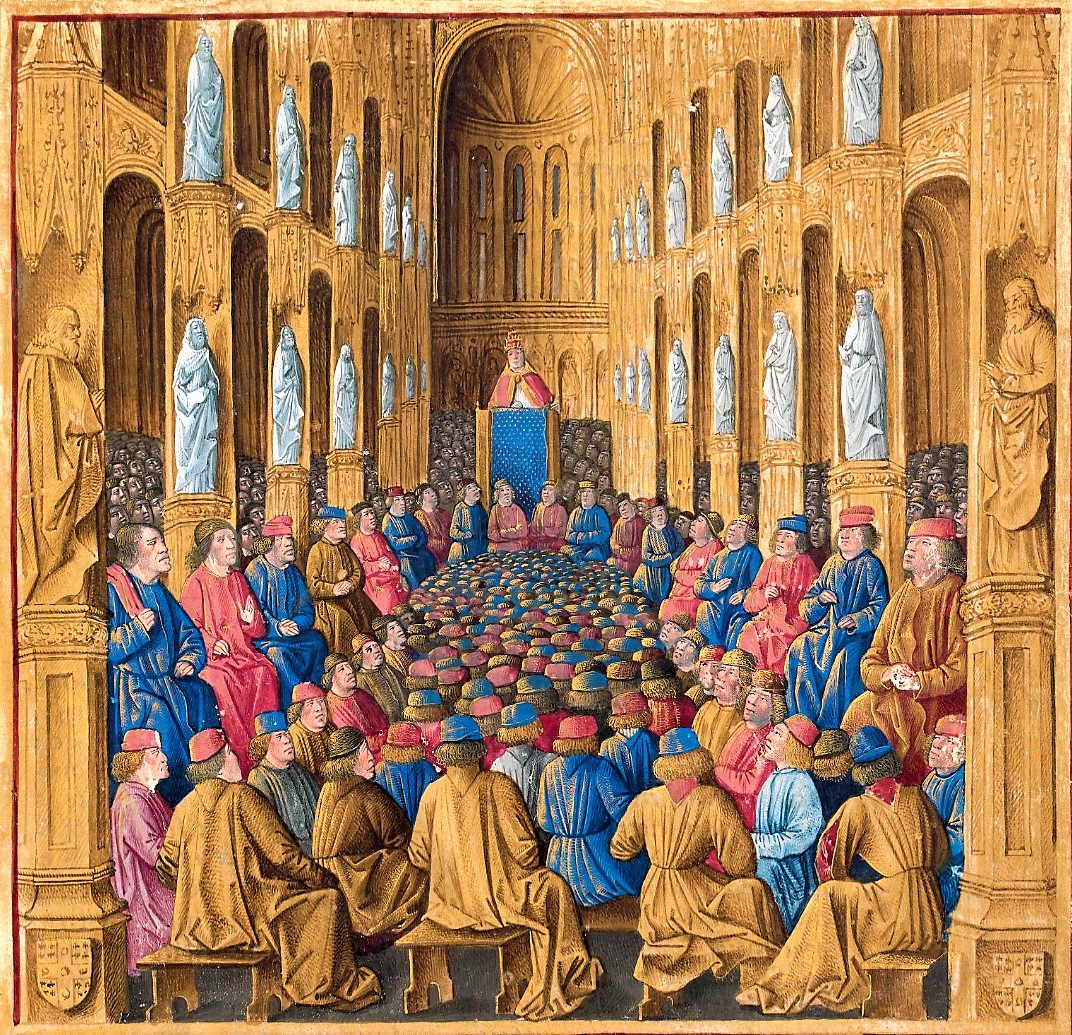
Påven Urban II predikar korståget vid kyrkomötet i Clermont.

Korståg var en serie av religiöst inspirerade europeiska fälttåg, främst till Levanten och Egypten, som från slutet av 1000-talet företogs från den västerländska kristenhetens sida. Det rörde sig om krig auktoriserade av kyrkan och riktades mot folk som uppfattades vara den västliga katolska kyrkans fiender. Korståg sågs som såväl pilgrimsfärd som heligt krig beordrat av Gud via påven, i syfte att återerövra Jerusalem och Heliga landet från de islamiska kalifaten. De två gamla rikena Rom och Bysans hade en ny gemensam fiende i kalifaten som i sina egna heliga krig hade erövrat tidigare kristna områden som östra Medelhavsområdet, Nordafrika, Sicilien och stora delar av Spanien. Man brukar räkna åtta eller nio stora korståg under 1000- till 1200-talet, förutom ett flertal mindre.
Idag finns flera olika uppfattningar om vad som räknas som korståg. Vissa hävdar att endast expeditionerna österut för att befria Heliga landet eller stödja dess kristna invånare skall räknas. Andra anser att alla krig som auktoriserats av påven skall räknas. Då inkluderas bland annat även den spanska reconquistan, de nordiska och tyska expeditionerna till Baltikum och Ryssland och den spanska armadans angrepp på England. Korstågshistorien slutar först 1798, då Napoleon I erövrar Malta. Denna definition accepteras idag av de flesta. Vissa vill gå än längre, och hävdar att all kamp med religiösa förtecken skall betraktas som korståg.

## Korsfarare

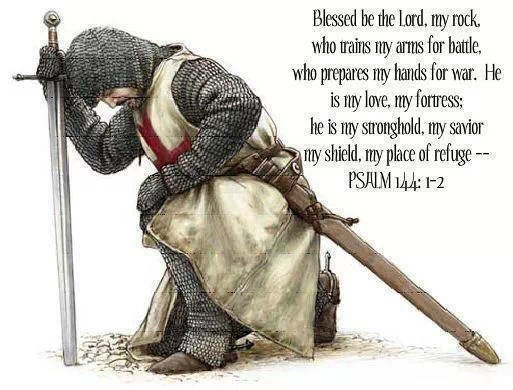
Korsfarare i Heliga landet bedjande mot sitt svärd.

De som deltar i korståg kallas korsfarare. Begreppet inbegriper egentligen alla som deltar men avser oftast de korsfarare som deltog i korstågen mot det Heliga landet – se avsnittet Korstågen mot Heliga landet.

## Korstågen mot Heliga landet
Normalt talar man om nio numrerade korståg, inriktade på att ta tillbaka eller stärka kontrollen över Heliga landet, och i synnerhet Jerusalem. Förutom dessa förekom en mängd mindre expeditioner, samt flera korståg riktade mot andra orter. Vissa av de nio hamnade ganska långt från Jerusalem, som det fjärde och åttonde, men var ändå från början ämnade däråt, eller menade att lätta på trycket för de kristna i Outremer.
För korsfararna gällde följande:
- De skulle avlägga ett löfte. Alla som gjorde detta fick ett kors fastsytt på kläderna, och var tvungna att resa till Jerusalem. För de som inte gjorde detta väntade exkommunicering. Ingen fick delta utan att ha talat med sin andlige rådgivare.
- Korståget var botgörande och gav förlåtelse för världsliga synder.
- Den som dog blev martyr.
- Den som avlade löftet blev en kyrkans tjänare och ställd under dess domvärjo.
- Var och en fick finansiera sin egen resa. Korstågen var en dyr historia; mat och utrustning kostade motsvarande fyra årsinkomster för de flesta riddare.
- Deltagarnas världsliga ägodelar stod – i teorin – under kyrkans skydd under frånvaron.
- Korstågen var inte ren erövring; österns kyrkor skulle återlämnas till dem som hade rätt till dem i alla intagna städer.

### Första korståget

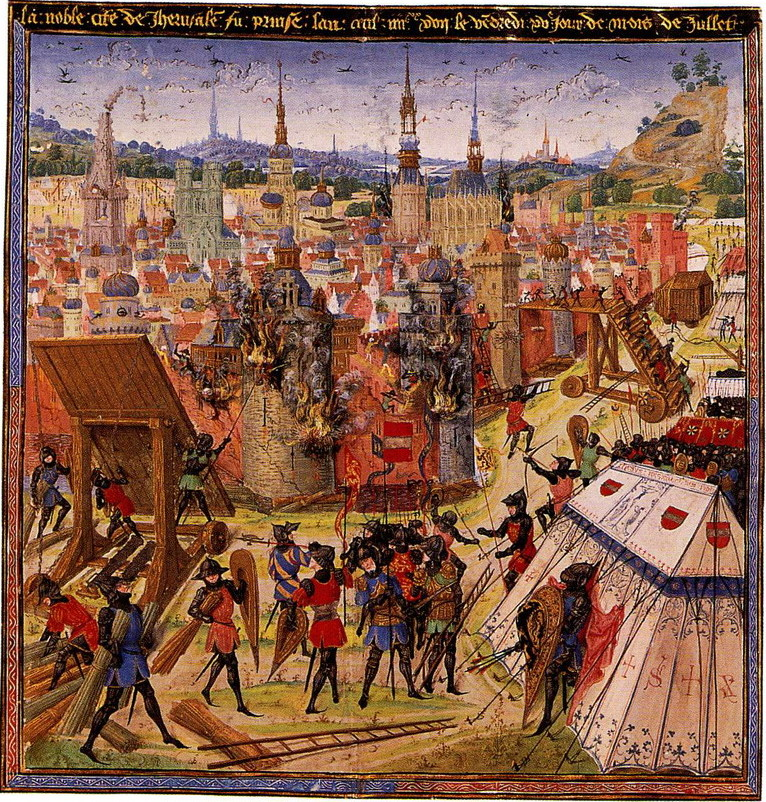
Jerusalem erövras

Kristna pilgrimsfärder i Heliga landet och Jerusalem kunde fortsätta trots att araberna erövrat landet vid mitten av 600-talet. Seldjukernas framträngande i området i slutet av 1000-talet vållade småningom pilgrimerna stora svårigheter. Korstågsrörelsen hade sitt upphov i att påven Urban II vid kyrkomötet i Clermont den 27 november 1095 kallade till kombinerat pilgrims- och fälttåg till Heliga landet för att befria detta. Gensvaret blev enormt; folkskaran som samlats, så stor att den inte fick plats i katedralen, avbröt påven med utrop av "Deus vult!", 'Gud vill det!'.
Fenomenet var inte helt nytt. Under 900-talet hade islam ockuperat ny mark på Iberiska halvön, och fromma riddare från övriga Europa hade färdats dit för att befria Spanien.
Påvestolen förde en korstågskampanj i syfte att locka anhängare. Denna lyckades nästan för bra; många fattiga tog korset och kom senare att bli en belastning för korståget. Arméerna skulle ge sig av efter skörden 1096 och samlas utanför Konstantinopel. Kejsar Alexios av Bysans hade bett om hjälp i flera år för att skydda sig mot de invaderande muslimerna, men han hade snarare bett om legosoldater än en armé på 60 000 som ingen hade ordentlig kontroll över.

#### Folkkorståg och judeförföljelser
Flera folkskaror tågade under våren 1096 mot det heliga landet i korståg utan påvens godkännande. En av dessa folkhopar leddes av Peter Eremiten. Många skingrades före ankomsten till Konstantinopel och när de kommit in i Mindre Asien krossades de helt av seldjukerna och nådde aldrig det heliga landet.
En annan av de mindre kontingenter som samlats för att resa tillsammans till Konstantinopel för det riktiga korståget leddes av greve Emicho av Leiningen. På vägen dit attackerade han de judiska invånarna i flera tyska städer, till exempel Speyer. Även om biskoparna ofta försökte beskydda dem så lyckades ändå Emichos styrkor ofta döda många judar. Andra korsfarare utnyttjade dessa förföljelser till att pressa judarna på deras värdesaker och pengar.

#### Det egentliga korståget
Det egentliga korståget startade planenligt hösten år 1096. Efter att ha gått över Mindre Asien och intagit Antiochia samt med fredliga medel tagit kontroll över Edessa inledde man den 7 juni 1099 belägringen av Jerusalem. Den 14 juli lyckades man ta sig in i staden. Efter slaget inleddes en grym massaker på alla stadens invånare, förutom de kristna som innan belägringen tvingats lämna staden. Hemska berättelser skildrar grymheterna då män, kvinnor och barn dödades. Innan natten var över hade man rensat staden på dess judiska och muslimska befolkning. Hur många som dog i massakern är okänt.

### Korsfararstaterna
Korsfararna organiserade sig snart i flera stater. Viktigast var det kungarike med Jerusalem som huvudstad som leddes av Balduin av Boulogne. Man utvidgade till en början sin maktbas med hjälp av de italienska stadsstaterna i utbyte mot handelsprivilegier och tillfälliga förstärkningar. De första kungliga personer som deltog i expeditioner till Outremer var Erik Ejegod och Sigurd Jorsalafarare, 1103 respektive 1107. 1127 skickades den nybildade Tempelherreordens mästare Hugues de Payns till Europa för att utverka påvens godkännande av den nya orden och rekrytera män till ett korståg riktat mot Damaskus. Samma år gifte kung Balduin II av Jerusalem bort sin äldsta dotter Melisande av Jerusalem med Fulk V av Anjou, som kom att efterträda honom på tronen.
Under 1130-talet dök ett nytt hot upp på korsfararnas himmel: atabegen Zangi av Mosul. Han tillbringade mycket med att bygga upp en maktbas i de muslimska områdena, och 1144 belägrade han och intog Edessa. Detta sågs av muslimerna som en vändpunkt i kampen om området.

#### Riddarordnarna
Den militära styrkan i Outremer under slutet av 1100-talet och 1200-talet vilade på riddarordnarna, eftersom dessa till skillnad från deltagarna i de olika korstågen permanent befann sig i Outremer. En riddarorden bestod av riddare som var både krigare och munkar. Tempelherreorden var föregångaren, bildad för att försvara pilgrimer i Heliga landet från banditer. Dess mästare Hugues de Paynes fick tillbringa mycket tid med att söka stöd för sin orden, men nådde ett genombrott vid mötet med Bernhard av Clairvaux, den ledande europeiske andlige personligheten vid denna tid. Bernhard författade Tempelherreordens regler, och såg till att stilla de tvivel många hade inför en våldsbrukande munkorden.
Johanniterorden var äldre än Tempelherreorden, men började sin bana som en orden för sjukvård och härbärgen under den fatimidiska tiden av fromma handelsmän från den italienska staden Amalfi. Exakt hur det kom sig att de även tog svärdet i hand är inte klarlagt.
Tyska Orden var den minst viktiga av de tre ordnarna i Heliga landet. Den bildades under Tredje korståget 1189-1190 av tyska köpmän, från början med syfte att bedriva sjukvård. År 1198 blev den även militär. Under 1200-talet engagerade den sig främst i korstågen i Baltikum, även om högkvarteret låg i Akko.

### Andra korståget

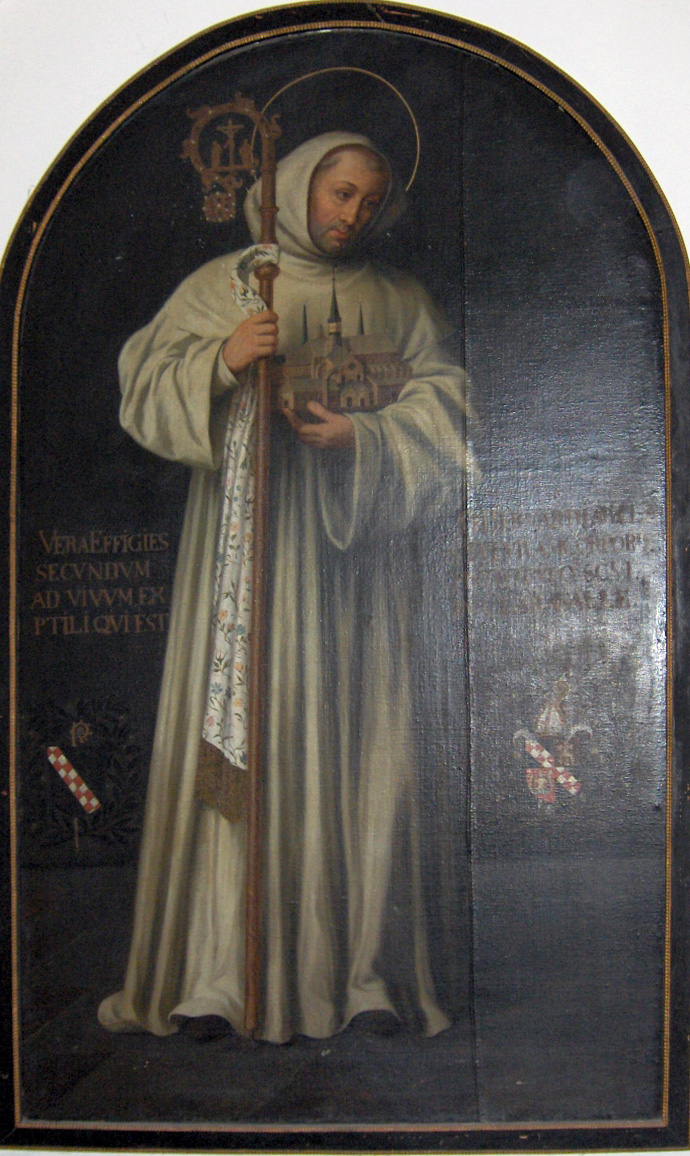
Bernhard av Clairvaux, det andra korstågets förkunnare.

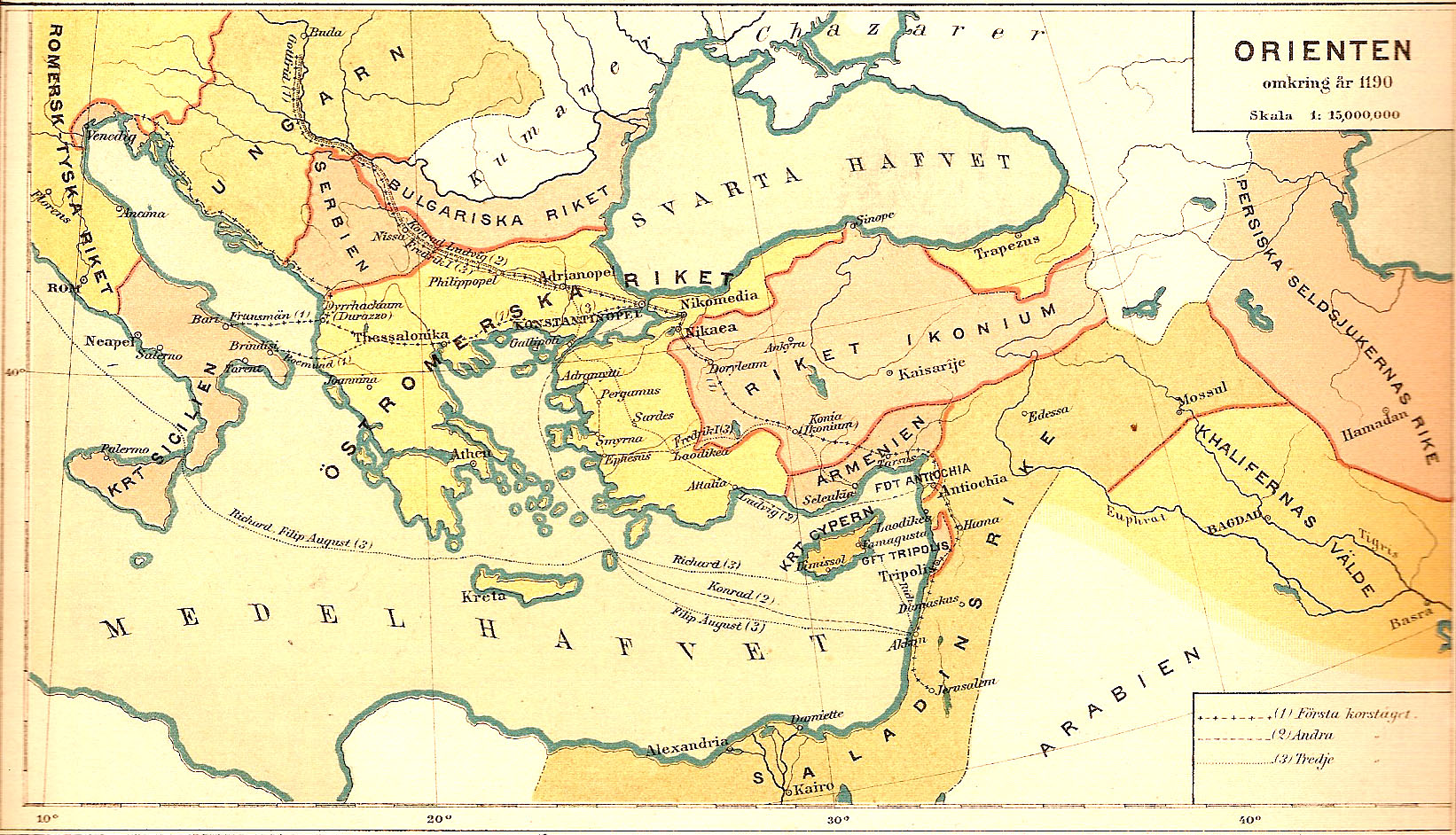
Historisk karta över Orienten 1190. Första, andra och tredje korståget är utmarkerade.

Efter Edessas fall bestämde sig änkedrottning Melisende av Jerusalem – Fulk hade avlidit 1143 – och regeringen över Antiochia att sända en delegation under biskop Hugo av Jabala till påven för att vädja om ett nytt korståg. Han nådde dock Rom först hösten 1145. Rom var dock inte i påven Eugenius III:s händer, ett tecken på att dennes position var svagare än vad Urban II:s hade varit. Han förfärades i varje fall av nyheten, och utlyste ett nytt korståg. Biskop Hugo fortsatte till hoven i Frankrike och Tyskland. Eftersom påvemakten var så försvagad vände sig även påven till Frankrikes kung Ludvig och bad denne leda korståget. Kungen var villig, men hovet oroade sig då han var ung och saknade manlig arvinge. Även Konrad III av Tyskland tog korset.
Väl i Jerusalem debatterade man vad man skulle göra med armén. Det fanns flera alternativ: Askalon, den enda hamnen i muslimska händer i området, Damaskus, det starkaste muslimska fästet i Jerusalems närhet, samt Nur al-Din i Aleppo, vilket främst förespråkades av Raimond. Damaskus var den enda muslimska stat som ville ha fred med korsfararna, även om man på senare tid något närmat sig Nur al-Din. Beslutet blev att inta Damaskus, och med den största korsfarararmén som någonsin sattes upp drog man iväg mot denna stad. Man beslutade dock att förlägga trupperna på sämsta möjliga plats: utanför den östra muren. Inte nog med att detta parti var det allra starkaste, platsen man valt saknade dessutom vatten. Eftersom försvararna visste att Nur al-Din var på väg tappade man inte modet, samtidigt som korsfararna grälade inbördes om vad som skulle göras med staden efter att den fallit. Efter fyra dagar insåg man att man inte kunde inta staden.

### Korsfararstaterna krossas
Efter det andra korståget inriktade sig striderna mellan kristna och muslimer mot Egypten. Landet var visserligen muslimskt, men sunnitisk till skillnad mot de shiitiska syrierna. Nur al-Dins general Shirkuh blev till slut den som drog det längsta strået, men avled kort därefter, och makten gick över till hans systerson Saladin. Korsfararna vädjade om förstärkningar, men de engelska och franska kungarna var i fejd vilket omöjliggjorde detta. Korsfararna lyckades hålla Aleppo utanför Saladins välde, men 1177 ledde denne en stor invasion av konungariket Jerusalem. Den världsliga hären inneslöts av en mindre muslimsk styrka, men kunde undsättas av korsriddarna och tillsammans lyckades man överrumpla Saladin och vann en stor seger vid Montgisard.
År 1183 lyckades Saladin inta Aleppo. 1186 gick han återigen till anfall, och efter en serie grova misstag från de kristnas sida lyckades han besegra i princip hela deras härsmakt vid Hattin. Saladin hade nu fria händer, och stad efter stad föll, med undantag för Tyros, eftersom Konrad av Montferrat anlände från Europa och tog kontrollen över den.

### Tredje korståget

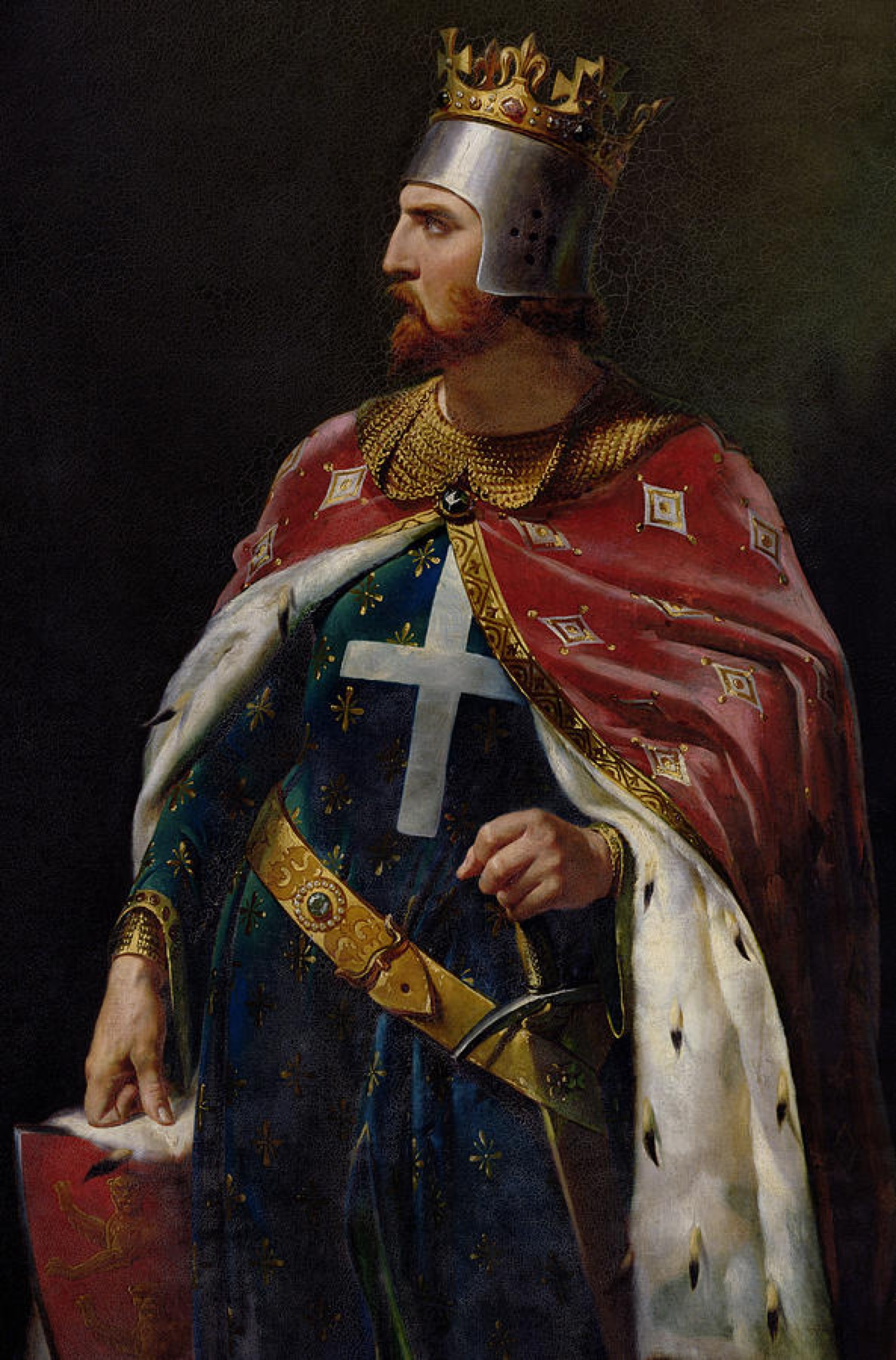
Rikard Lejonhjärta, ledare för tredje korståget.

Den västliga kristna världen chockades av Saladins framgångar. Påven Gregorius VIII utfärdade en bulla som skyllde nederlaget på de kristnas inbördes strider och synder, och uppmanade till ett nytt korståg. Det tredje korståget blev det största någonsin, och de tre mäktigaste världsliga ledarna i väst deltog: den tysk-romerske kejsaren Fredrik Barbarossa, Filip II August av Frankrike och Rikard I Lejonhjärta av England. För första gången predikades korståget även i Norden. Flera danskar anslöt sig, vissa till den tyske kejsarens armé, men de flesta bordade en flotta som utgick från Nordsjön, och på vägen till Heliga landet stannade till och hjälpte till i stridigheter i Portugal. Efter att ha anslutit till en siciliansk flotta nådde mer än 500 fartyg hamnen i den av kristna belägrade staden Acre den 10 september 1189.
När Rikards armé anlänt till Acre föll snart staden. Filip var tvungen att återvända till Europa, men Rikard stannade kvar. Han ville säkra korsfararstaternas framtid genom att inta Egypten, vilket inte de övriga korsfararna förstod – de hade kommit för att inta Jerusalem. Armén tågade därför mot denna snart, men tvingades vända då allt fler insåg att den skulle bli omöjlig att hålla. Rikard försökte en andra gång gå mot Jerusalem, men tvingades än en gång att vända. Han tvingades snart också att återvända till Europa. En treårig vapenvila slöts, som förutom att ge fri tillgång till Jerusalem för kristna pilgrimer även tillerkände dem kustlinjen mellan Tyros och Jaffa.

### Fjärde korståget

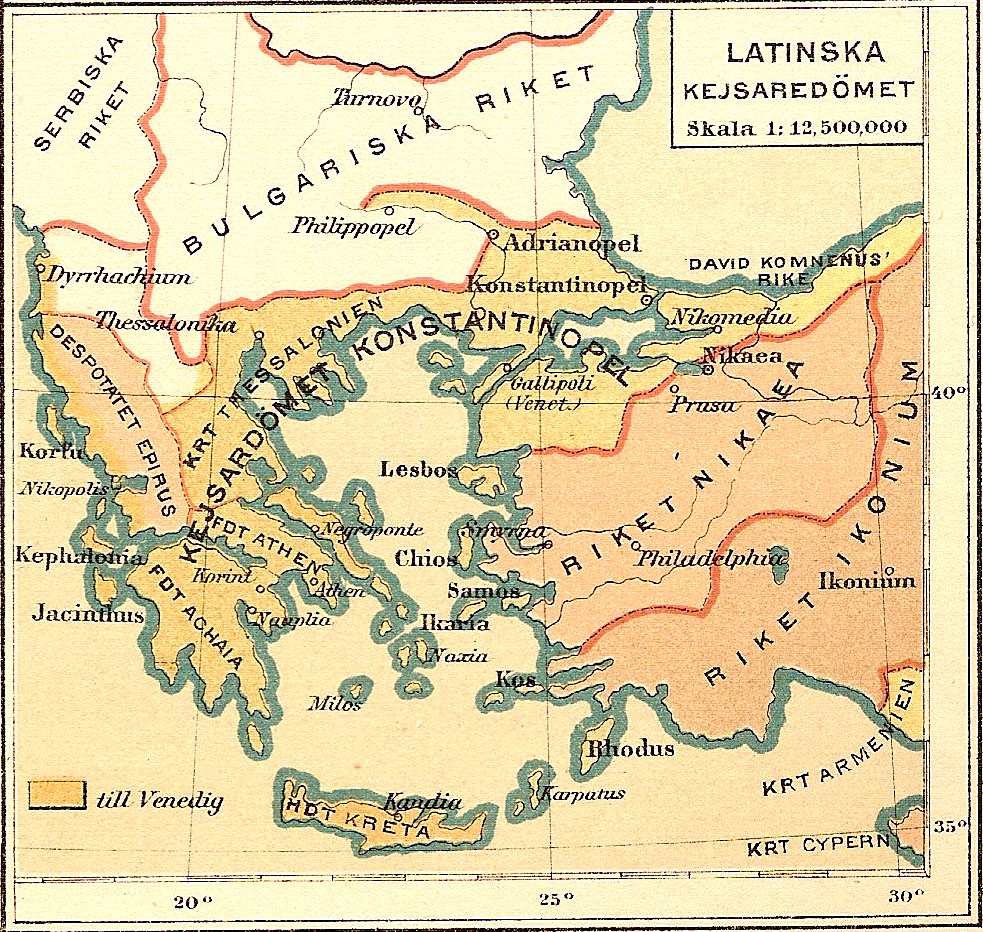
Historisk karta över det Latinska kejsardömet

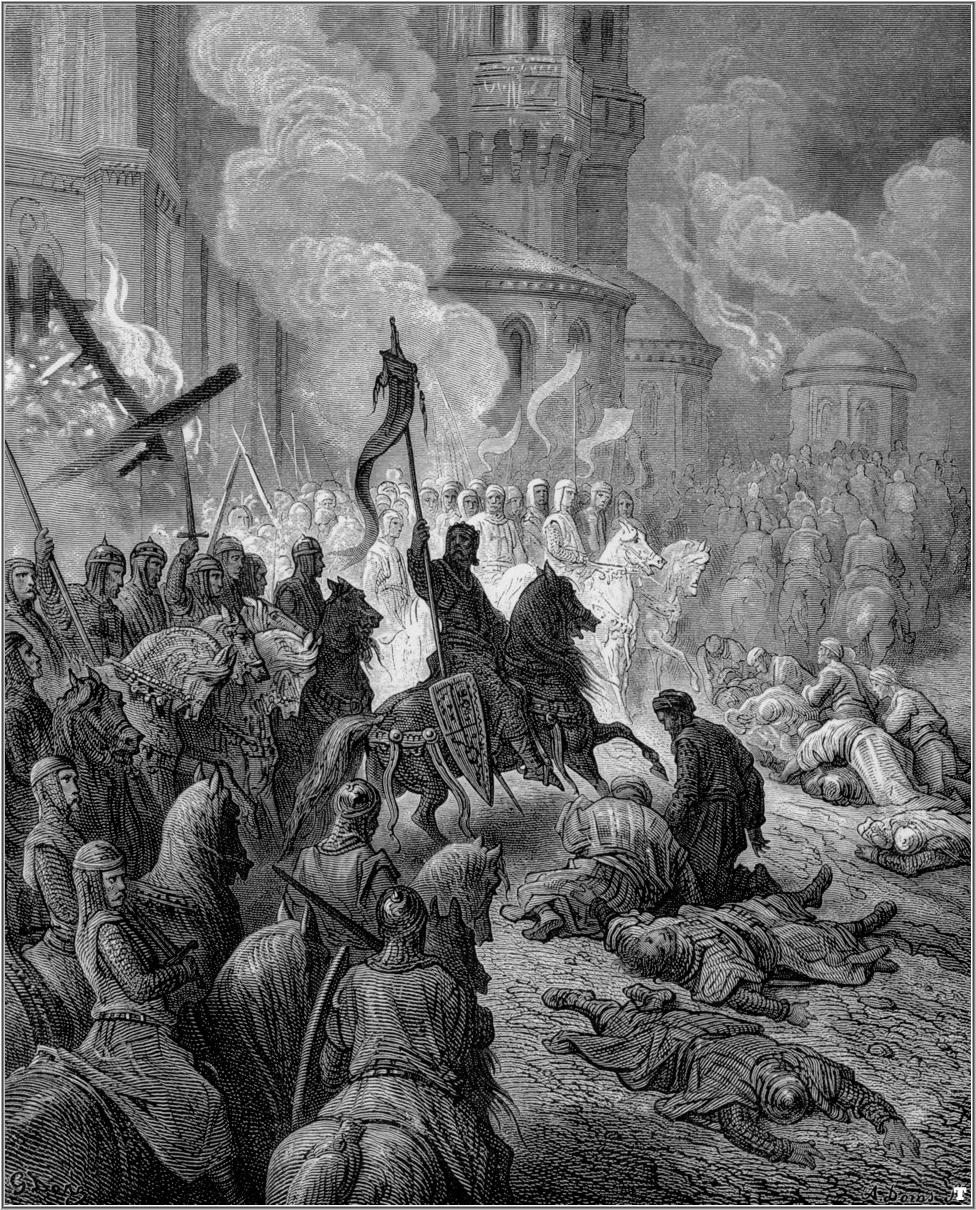
Korsfararna rycker in i Konstantinopel för att utropa det Latinska riket

Det fjärde korståget var avsett att riktas mot Egypten, som var östra Medelhavets maktcentrum. Republiken Venedig fick uppdraget att utrusta en flotta för att skeppa över korsfararna, men då färre än väntat slöt upp för att färdas med denna råkade korstågets ledare i ekonomiska bekymmer. För att återbetala Venedig användes därför trupperna till ett anfall på staden Zadar (it. Zara), som stod under ungersk kontroll. Zadar intogs 1202, och trupperna vilade där över vintern. Till korsfararna kom då ett anbud från den bysantinske prinsen Alexios, som då levde i exil efter att hans far avsatts. Han erbjöd korsfararna ekonomisk och militär hjälp, både under och efter själva korståget, i utbyte mot att de hjälpte till att sätta honom på tronen. De accepterade, och 1203 intogs Konstantinopel och Alexios installerades som kejsare tillsammans med sin far. Efter att han i ett år ägnat sig åt att med korsfararnas hjälp konsolidera sin position befann han sig ändå i en besvärlig sits – korsfararna hade inte fått den betalning de blivit lovade, och de inhemska makthavarna ville inte att mer skulle utbetalas– och till sist störtades han av Murtzuphlus. Denne höll honom till en början fången och kämpade mot korsfararna, vilka insåg att den enda chansen för dem att få sin utlovade betalning låg i att återinsätta Alexios på tronen. Denne mördades dock snart av Murtzuphlus. Korsfararna lyckades återigen inta Konstantinopel, och denna gång var de långt mindre hänsynsfulla än de tidigare varit. Staden plundrades, och ett flertal heliga reliker togs och fördes tillbaka till Västeuropa. De insatte även en kejsare ur sina egna led, och mellan år 1204 och 1261 fanns det Latinska kejsardömet. Flera latinska småriken grundades även i Grekland.

### Barnkorstågen
Barnkorstågen är två uppförstorade händelser från år 1212, då två barn – en tysk pojke vid namn Nicholas och en fransk herdepojke vid namn Stefan – skall ha samlat tusentals barn för att bege sig till Heliga landet och där omvända muslimerna. I båda fallen sades dock korstågen ha slutat olyckligt, med barnen sålda som slavar. I själva verket tycks korstågen ha upplösts på ett tidigt stadium. De verkar dessutom inte bestått främst av barn utan av fattigare vuxna – arbetare, herdar, luffare, med fler.

### Femte korståget
Påven Innocentius III höll fast vid tanken på att återta Jerusalem. Han utlyste därför ett nytt korståg. Han sände Robert av Courcon till Frankrike att predika detta, men han lyckades främst dra till sig tjuvar, åldringar, spetälska och prostituerade. Påven insåg misslyckandet och försökte istället med ett laterankoncilium 1215, det fjärde i ordningen. 400 biskopar och 800 abbotar och representanter för den världsliga makten slöt upp. Påven avled dock under förberedelserna, och efterträddes av Honorius III. Luften gick ur projektet. I Acre var Johan av Brienne kung, gammal och erfaren men fattig. Fred rådde för tillfället, men var på väg att löpa ut. Bosättarna var dock inte besvikna över det dåliga gensvaret; muslimerna hade inte varit aggressiva efter Saladins död, och man tjänade på freden. Till slut anlände dock 1218 en frisisk flotta med nyheter om att en stor fransk här väntade i Italien. Man beslöt sig för att återuppta Rikard Lejonhjärtas planer på att erövra Egypten. Egyptierna överraskades av attacken; deras härskare al-Adil förstod inte varför de kristna ville kriga. Efter att förgäves ha väntat på förstärkningar landsteg de kristna. De intog den egyptiska staden Damietta. Friserna ville därmed återvända hem. Då avled al-Adil. Hans efterträdare började tala om att lämna ifrån sig Jerusalem i utbyte mot fred. Då anlände det påvliga sändebudet kardinal Pelagius Galvani med förstärkningar. Han ansåg korståget vara ställt under hans ledarskap, och förkastade anbudet. De fick då ett än bättre: förutom Jerusalem också Betlehem och Nasaret. De accepterade fortfarande inte. Ett år senare satte man kurs mot Kairo med flera hundra skepp. Då översvämmades Nilen, och en muslimsk flotta gensköt dem. Panik utbröt, och man lyckades få en åttaårig fred enbart för att man fortfarande höll Damietta. Korståget hade misslyckats eftersom man var oense inbördes och vägrade lyssna på de som kände de lokala förhållandena. Innocentius III:s predikningar hade dock lett till förstärkningar för de kristna, vilket ledde till att de kunde expandera sitt territorium.

### Sjätte korståget

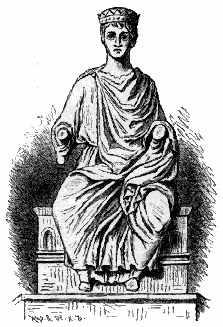
Fredrik II

När korsfararna låg i Damietta hade de utlovats hjälp av kejsar Fredrik II. Han blev hårt kritiserad för att han inte dök upp, men gick med på att leda ett korståg. När påven Honorius dog efterträddes han av Gregorius IX, som visade långt mindre tålamod och exkommunicerade kejsaren. Han reste ändå iväg till Outremer sommaren 1228. Väl där vägrade många samarbeta på grund av exkommuniceringen, och han fick förlita sig på sina egna soldater och Tyska Orden. Han lyckades genom diplomati förhandla till sig Jerusalem, Betlehem och en korridor ner till kusten, och dessutom Nasaret, västra Galileen och området kring Sidon. Tempelområdet, Klippmoskén och al-Aqsamoskén förblev dock muslimska. Ingen gillade dock freden; patriarken i Jerusalem vägrade samarbeta med den exkommunicerade Fredrik, Tempelherrarna var rasande över att Tempelplatsen inte blev kristet och varken de eller johanniterna ville ha en överenskommelse med påvens fiende. Ingen föreslog att Fredriks exkommunicering skulle lyftas. Han insåg till slut att han inte kunde styra över invånarna i det heliga landet på samma sätt som hans europeiska undersåtar, och tvingades lämna området när han fick höra att svärfadern Johan i spetsen för påvens armé invaderat hans europeiska besittningar.

### Sjunde korståget

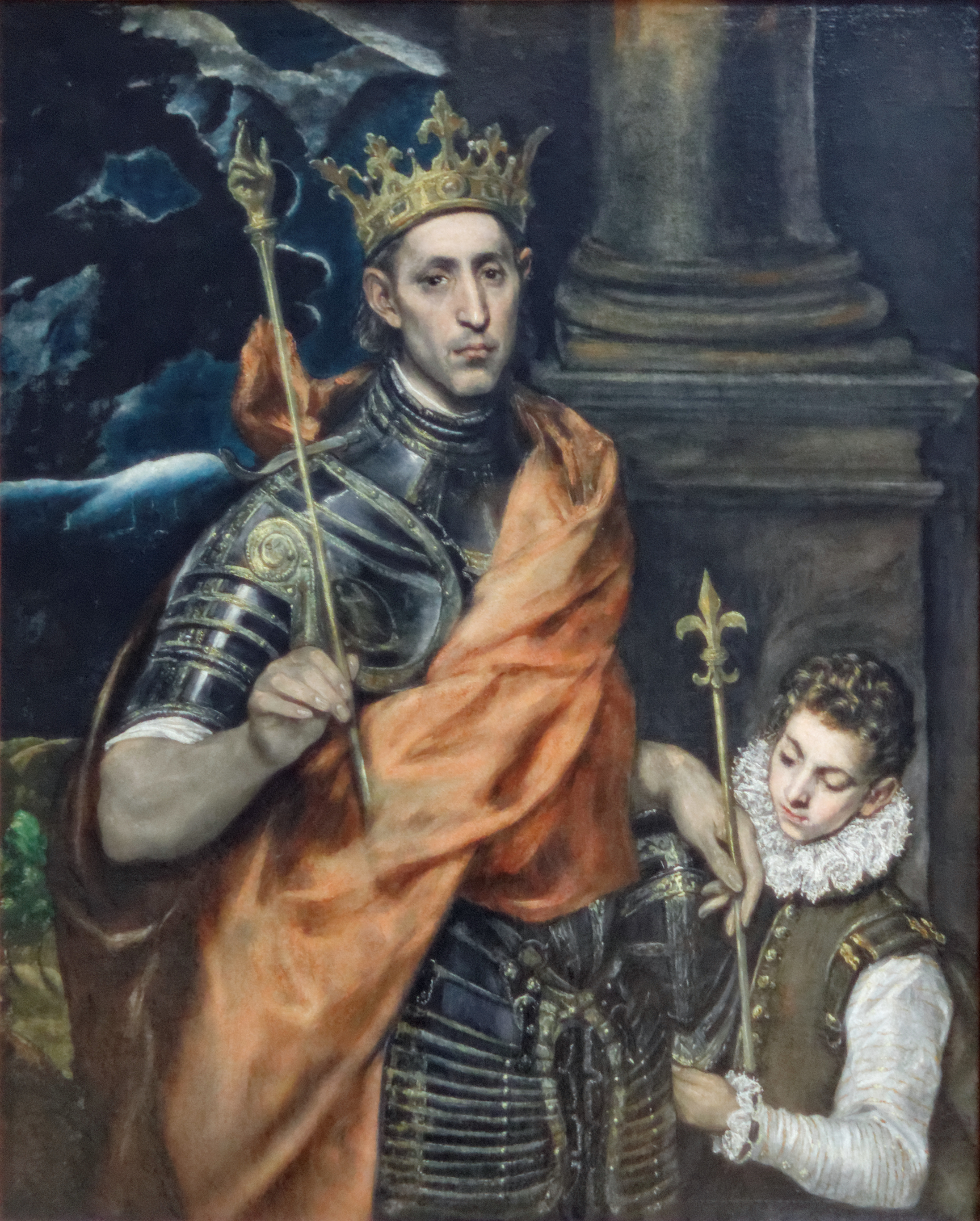
Ludvig den helige

I mitten av 1200-talet dök två nya aktörer upp på scenen: mongolerna och mamelukerna. De senare kom att förstärka Egyptens ställning i området. 1239 sändes en trupp under Thibaut I av Navarra ut mot det heliga landet, men de var inledningsvis utan framgång. I augusti 1244 återerövrades Jerusalem. Två månader senare krossades en armé av kristna och muslimska dissidenter. Plötsligt verkade korsfararstaten vara illa ute. I Paris låg kungen Ludvig den helige sjuk i malaria. Han lovade att ta korset om han tillfrisknade. Sjukdomen gick över, och han höll sitt löfte. Det sjunde korståget tog tre år att organisera, och kungen behövde ingen hjälp av påven förutom att denne avstod en tiondel av kyrkans inkomster i Frankrike i fem år. År 1248 avseglade 300 skepp med omkring 15 000 man mot Cypern. Där deklarerades att målet återigen var Damietta i Egypten. Staden togs snabbt. Återigen erbjöds de kristna Jerusalem, och återigen avböjde man. Nilens översvämning gav muslimerna tid att omgruppera. Korsfararna tog sig fram till Kairo. De muslimska styrkorna låg förlagda på andra sidan floden, men en kristen kopt visade de kristna ett vadställe. Förtruppen, som leddes av kungens bror Robert av Artois, attackerade innan huvudstyrkan tagit sig över. Man rev upp det muslimska lägret, och fortsatte sedan in i staden. Där hade muslimerna lyckats gruppera om, och när de kristna kom in hade de inte rum att manövrera på och dödades till sista man. Den kristna huvudarmén led nu stora förluster i ett utnötningskrig och innan muslimerna lyckades skära av reträtten för dem, och tog alla kristna till fånga. Till sist släpptes de för 800 000 guldbesanter och Damietta. Ludvig tog sig därefter till Palestina, och vigde tre år till att stärka de kristnas position och förbättra klimatet mellan dem. Hans goda rykte gjorde dessutom att mer förstärkningar anlände från Europa.

### Åttonde korståget
Hemma i Frankrike bestämde sig Ludvig för att försöka igen. De kristnas position hade försämrats, och 1267 tog han korset en andra gång. Målet var dock märkligt: Tunisien. Troligen berodde detta på att rykten spreds om att den tunisiske härskaren var villig att konvertera, och att Egypten var beroende av tunisiskt underhåll. Man har också försökt förklara korståget med att Ludvigs bror Karl I av Anjou, kung över Sicilien, lurade sin bror i egna syften. 1270 inleddes stridigheterna, men efter bara en månad i Tunisien insjuknade dock Ludvig och avled. När Karl anlände med förstärkningar såg han att sjukdomar grasserade i armén. Han valde därför att förhandla. Muslimerna betalade ersättningar och gav Karls undersåtar ekonomiska privilegier. Vissa korsfarare – däribland den engelske prinsen Edvard – fortsatte dock till Heliga landet.

### Nionde korståget
Det nionde korståget leddes av Edvard I av England och startade år 1271 med syftet att befria den kristna befästningen Acre. Då Edvard anlände till Tunis hade Ludvig IX av Frankrike avlidit av sjukdom. Huvuddelen av de franska trupperna i Tunis återvände hem, men en liten del anslöt sig till Edvard för att tåga mot Acre i det nionde korståget. Efter ett kort uppehåll på Cypern förhandlade Edvard med mongolerna för att finna allierade gentemot Sultan Baibars av Egypten. Det kom inte att förverkligas. 1271 anlände Hugo III av Cypern med en grupp riddare. Förstärkningen ingav Edvard mod att plundra staden Qaqun. Kort därefter undertecknade Edvard ett tioårigt fredsfördrag med Baibars. Vid denna tid blev Edvard nästan lönnmördad, men lyckades värja sig mot angriparen, genom att, enligt Matthew Paris, klubba ned honom med ett metallstativ. Edvard lämnade det Heliga landet och återvände till England 1272.

### Slutet för Kungariket Jerusalem
I augusti 1290 ställde en grupp bönder från norra Italien, vilka varit de enda som var villiga att resa till heliga landet för att stödja det, till med upplopp i Acre, och dödade alla med skägg, vilket de trodde var ett tecken på att de var muslimer. Sultan Qalawun av Egypten övertygades om att han nu kunde bryta stilleståndet, och förberedde sig för att göra så. Acre föll snart, och endast ett fåtal kunde rädda sig. Acre jämnades med marken. Snart föll även alla andra korsfararstäder. De som kunde flydde till Cypern. Inga fler korståg kom att riktas mot Jerusalem.

## Reconquistan

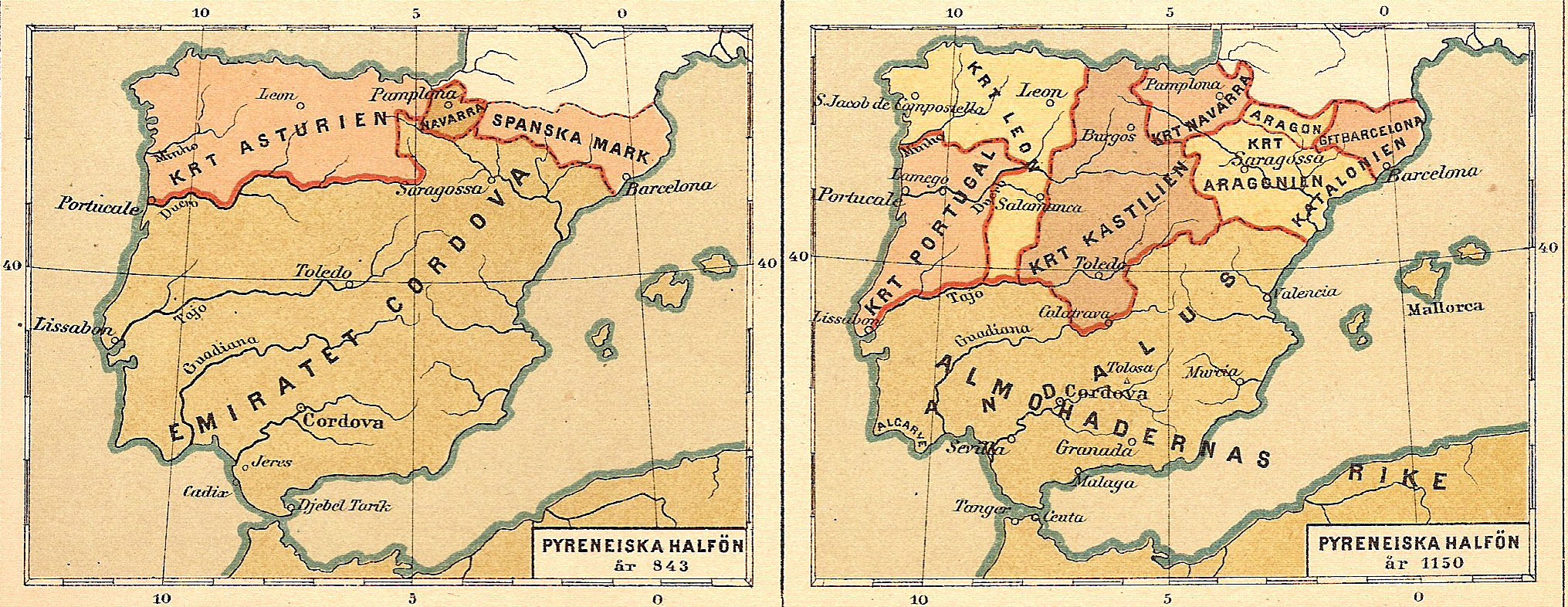
Historisk karta över Iberiska halvön 843 e.Kr. och 1150 e.Kr.

Den spanska reconquistan hade pågått sedan 700-talet, men på 1100-talet började den omdefinieras i termer av korståg. Även spanjorer ville delta i det första korståget, men för att inte dränera området på viktiga stridskrafter slogs vid första laterankonciliet fast att de två områdena var av samma slag.

## Korståg mot kättare

### Albigenserkorståget
Albigenserkorståget utlystes 1209 i syfte att undanröja de kätterska katarerna vars starka framväxt i södra Frankrike hotade den katolska kyrkans ställning. Även om korståget officiellt varade i 20 år, fortsatte stridigheter och oroligheter att plåga området i nära ett halvt sekel. Kriget handlade lika mycket om makt och kontroll över området, som om katolska kyrkans ställning. Korståget innebar slutet för södra Frankrikes självständighet, samt för den katariska trosåskådningen.

### Korståg mot husiterna
I sina försök att utplåna husiterna kallade påven till ett flertal korståg.

## Korståg mot världsliga makter
År 1199 proklamerade Innocentius III ett korståg mot Markward av Anweiler, en av Henrik IV:s officerare som försökte ta kontroll över kungadömet Sicilien, och hävdade att han var allierad med muslimerna. Detta var ett korståg mot en rent sekulär kraft, en typ av korståg som var kontroversiella.

## Korståg i Nordeuropa

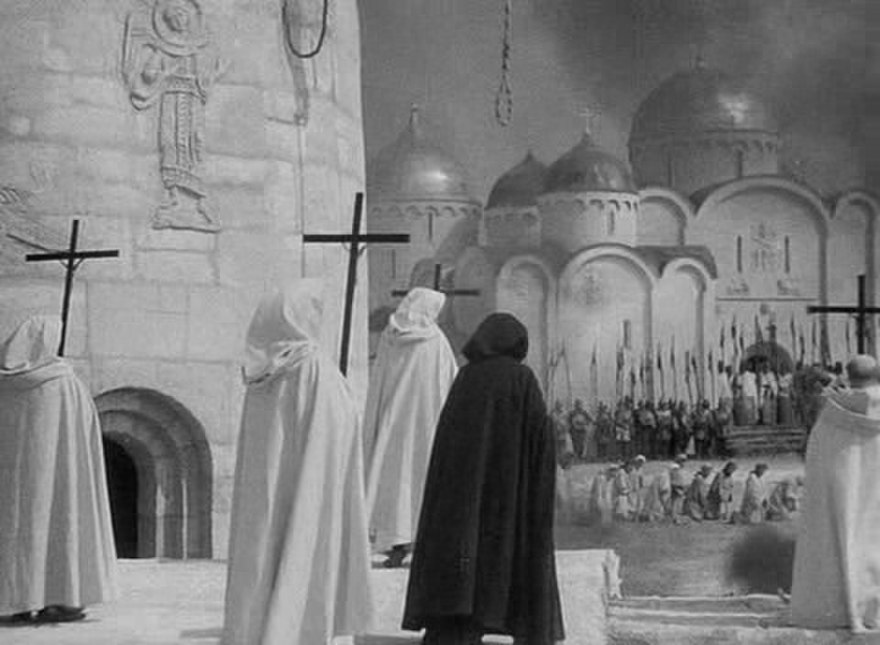
Tyska orden i Pskov. Ur Sergej Eisensteins film Storm över Ryssland.

Flera korståg utfördes även i Nordeuropa, först av danskar och tyskar mot hedniska slaviska stammar i nuvarande norra Tyskland, och sedan mot andra slaviska stammar i nuvarande Baltikum, där även svenskar deltog. Svenskarna genomförde även flera korståg i Finland.

### Svenska korståg
Enligt traditionen skall ett svenskt korståg riktat mot Finland ägt rum år 1157, under kung Erik och biskop Henrik. Året efter skulle korståget vara över, med resultatet att kristendomen börjat införas i Finland och att finnarna i Åbotrakten döpts. Detta korståg saknar dock samtida belägg.
Erikskrönikan berättar om två senare krigståg mot Finland, med oklar tidsangivelse. Under det första av dessa (1249), lett av Birger jarl och biskop Thomas, skall en del av Finland i linje från Tavastehus fram till Kymmene älv lagts under svenskt styre. Det andra, som leddes av Torgils Knutsson, erövrade Karelen och började anlägga fästningen Viborg inne i Viborgska viken. Den blev Sveriges främsta utpost i öster fram till 1700-talet. När korståget avslutades nästan två år senare hade Sverige förlorat Kexholms fästning till ryssarna. Dessa båda är mer sannolika än det första, men omtalas inte i Erikskrönikan som korståg.
På 1240-talet inleddes ett korståg mot Ryssland, i vilket svenska trupper deltog. I den svenska attacken, som riktades mot floden Neva, deltog även norrmän, finnar och tavaster. Den ryske fursten Alexander Nevskij slog dock tillbaka attacken. Under tiden hade Tyska Orden anfallit Pskov, och besatt stora delar av Ingermanland. 1242 ägde Slaget på sjön Peipus rum, och Tyska Orden stoppades. Alexander Nevskij blev sedermera helgonförklarad av rysk-ortodoxa kyrkan, och Stalin utnämnde honom till nationell hjälte under den tyska invasionen under andra världskriget.
År 1300 påbörjades det femte svenska korståget. Det gick mot Finland och floden Neva. Borgen Landskrona anlades vid flodens mynning.

## Återverkningar
Korstågen och korsriddarna bidrog bland annat till spridandet och förfinandet av ridderligheten i Västeuropa. Riddarnas trohet mot sin länsherre övergick alltmer från att vara grundat i materiella fördelar till att vara religiöst och ceremoniellt baserat. En närmast motsatt effekt var dock att den hänsynslöshet varmed krig utkämpades av stäppfolken, via de muslimska härarna, fann sin väg till Europa. Mer konkret – fast med längre tid mellan orsak och verkan – försvagade det fjärde korståget Bysans med sådana skador att det blev oförmöget att i längden stå emot sina muslimska fiender. Riddarordnarna, med dess disciplin och strikta hierarki, blev dessutom utgångspunkten för det tidigmoderna Europas reguljära arméer. Korsfararstaterna gjorde det även möjligt för norditaliens städer att återuppta handeln med Mellersta östern. De stärkte katolska kyrkan i dess strävan att tygla kriget och pålägga det etiska och juridiska restriktioner, och de tvingade riddarna att utöva disciplin, vilket ledde till att starka stater kunde växa fram.

## Synen på korstågen
Synen på korstågen i västerlandet har varierat genom tiden. Idag är en vanlig åsikt att de var en tidig form av kolonialism. Många forskare anser dock att detta är en felaktig bild; de menar att korstågen av samtiden betraktades som defensiva projekt, då man var helt övertygad om att islam hotade kristendomen. Muslimer kontrollerade vad som då var traditionellt kristna områden: Heliga landet, delar av nuvarande Turkiet, halva iberiska halvön och Nordafrika. Samtida krönikörer ansåg att det första korståget var ett svar på muslimsk aggression mot kristna och deras heliga platser i öst. Under upplysningstiden omvärderade man denna syn, och ansåg korstågen vara uttryck för religiös fanatism, världsliga motiv och kyrklig inblandning i världsliga affärer. Voltaire ansåg att korsfararna var äventyrare och stråtrövare. Under 1800-talet uppstod en positivare attityd, som även tog sig uttryck i verk som Ivanhoe. Med tiden har dock åsikterna om korstågen återigen divergerat.